# 10·59律
10·59律是越南共和国政权于1959年5月6日颁布的律，规定“惩罚破坏、侵犯国家安全、侵犯人民生命或财产的行为”，并设立特别军事法庭审判三天内“针对越南共和国政权的战争罪”。这部法律的目标受众是那些对越南共和国政权犯下战争罪的人，但实际上，这部法律起诉的是大多数参加第一次印度支那战争的共产党员和革命干部。在印度支那，在越盟队伍中，普通民众和持不同政见者被指控为共产党员。

## 另请参见
- 诉共灭共政策
- 卡拉维尔宣言（英语：Caravelle Manifesto）
- 1963年佛教徒危机
- 顺化化学袭击